# الفرقة الثالثة (جنوب السودان)
الفرقة الثالثة (أو الفرقة 3 أو فرقة الأسد) هي فرقة من قوات الجيش الشعبي لتحرير السودان، يُعتقد أنها أقوى فرقة من بين 9 فرق عسكرية حكومية أخرى في جنوب السودان، وقائد الفرقة الحالي هو اللواء ماتيانغ أنيور. خطط لإنشاء الفرقة في عام 2005 وفعلت على الأرض في عام 2006.
تمردت عناصر من الفرقتين الثالثة والخامسة في البحيرات وغرب بحر الغزال في مارس 2010، واشتكت من نقص الغذاء والأجور ودفعت رئيس الأركان العامة إلى الحصول على موافقة رئيس الجمهورية لزيادة التمويل العسكري.